# Pro Wrestling Freedoms
La Pro Wrestling Freedoms è una federazione di pro-wrestling giapponese fondata nel 2009 da Takashi Sasaki. Deve il suo nome al fatto che gli atleti possono esibirsi secondo lo stile di lotta che preferiscono, lasciando quindi loro libertà di scelta.

## Storia
Sasaki fondò la FREEDOMS nel 2009 dopo la chiusura dell'Apache Pro Wrestling Army assieme a Mammoth Sasaki, Gentaro, Jun Kasai e Kumai.
Nel tempo la Pro Wrestling FREEDOMS si fece notare per la qualità dei suoi match estremi, i Deathmatch , concorrendo con un'altra federazione nota per i suoi match molto cruenti, la Big Japan Pro Wrestling.
Inoltre la FREEDOMS ha stretto varie partnership con altre federazioni anche al di fuori del Giappone, come con la Game Changer Wrestling con cui organizza spesso show dove gli atleti GCW si esibiscono in show della FREEDOMS e viceversa.

## Titoli
| Titolo                                                | Campione                    | Data             | Luogo    | Evento                      |
| ----------------------------------------------------- | --------------------------- | ---------------- | -------- | --------------------------- |
| King of Freedom World Champiosnhip                    | Toru Sugiura                | 31 dicembre 2024 | Tokyo    | King of Deathmatch World GP |
| King of Freedom World Junior Heavyweight Championship | Kengo                       | 17 agosto 2025   | Yokohama | Feast of the Free People    |
| King of Freedom World Tag Team Championship           | Masashi Takeda e Yusaku Ito | 19 marzo 2025    | Tokyo    | Gekokujo                    |

## Personale

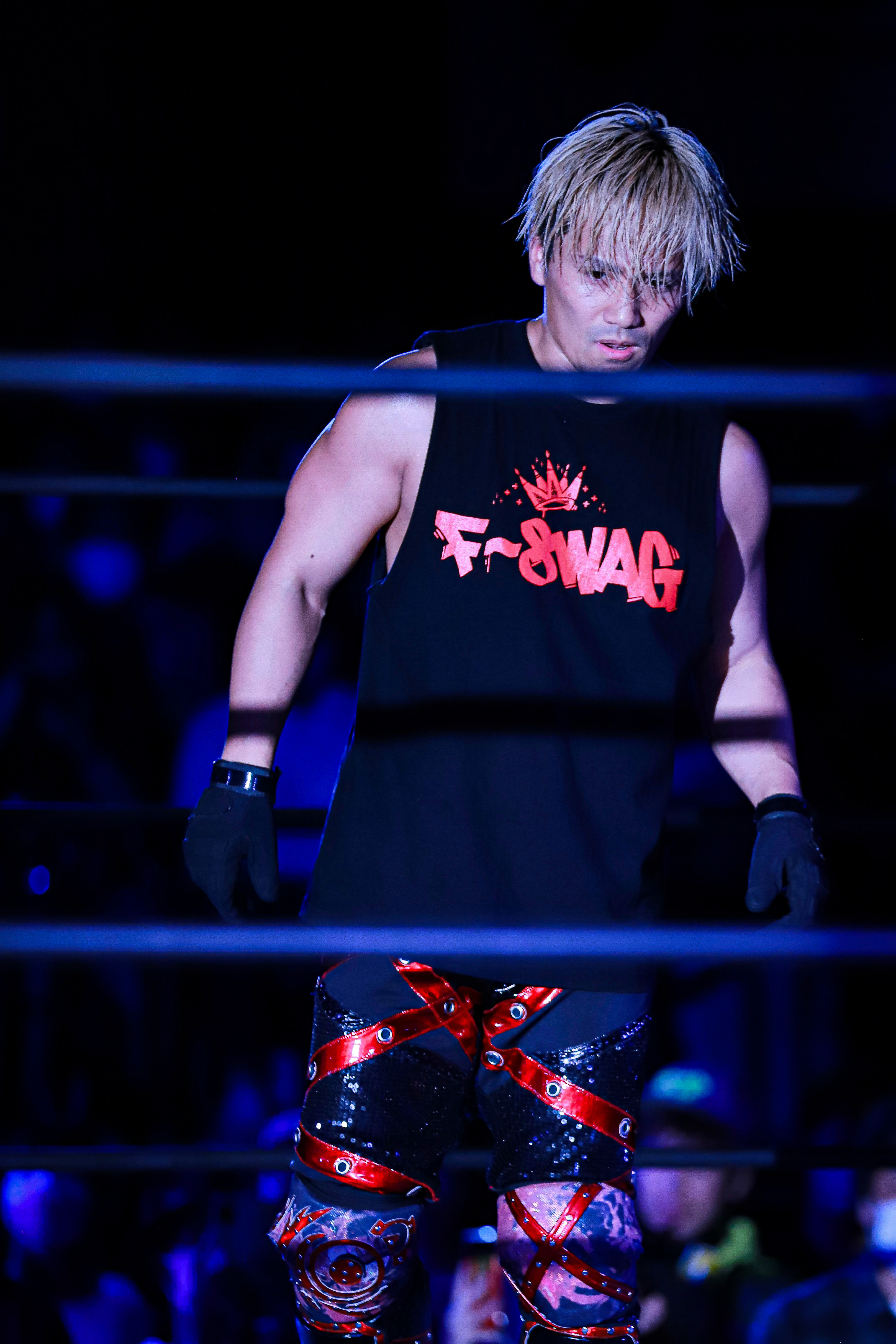
Yuya Susumu

| Nome             | Nome reale       | Note                                              |
| ---------------- | ---------------- | ------------------------------------------------- |
| Daisuke Masaoka  |                  |                                                   |
| Dragon Libre     |                  |                                                   |
| Gentaro          | Gentaro Takashi  |                                                   |
| Jun Kasai        | Jun Kasai        |                                                   |
| Jun Masaoka      | Jun Masaoka      |                                                   |
| Kamui            | Kamui Sawaragi   |                                                   |
| Kenji Fukimoto   |                  |                                                   |
| Kyu Mogami       |                  |                                                   |
| Mammoth Sasaki   | Yoshinori Sasaki |                                                   |
| Masashi Takeda   | Masashi Takeda   |                                                   |
| Takashi Sasaki   | Takashi Sasaki   | King of Freedom World Tag Team Champion           |
| Takayuki Ueki    | Takayuki Ueki    |                                                   |
| Tomoya Hirata    | Tomoya Hirata    |                                                   |
| Toru Sugiura     | Toru Sugiura     | King of Freedom World Champion                    |
| Toshiyuki Sakuda | Toshiyuki Sakuda |                                                   |
| Violento Jack    | Jack Romero      |                                                   |
| Yuya Susumu      | Yuya Susumu      | King of Freedom World Junior Heavyweight Champion |